# Acoua

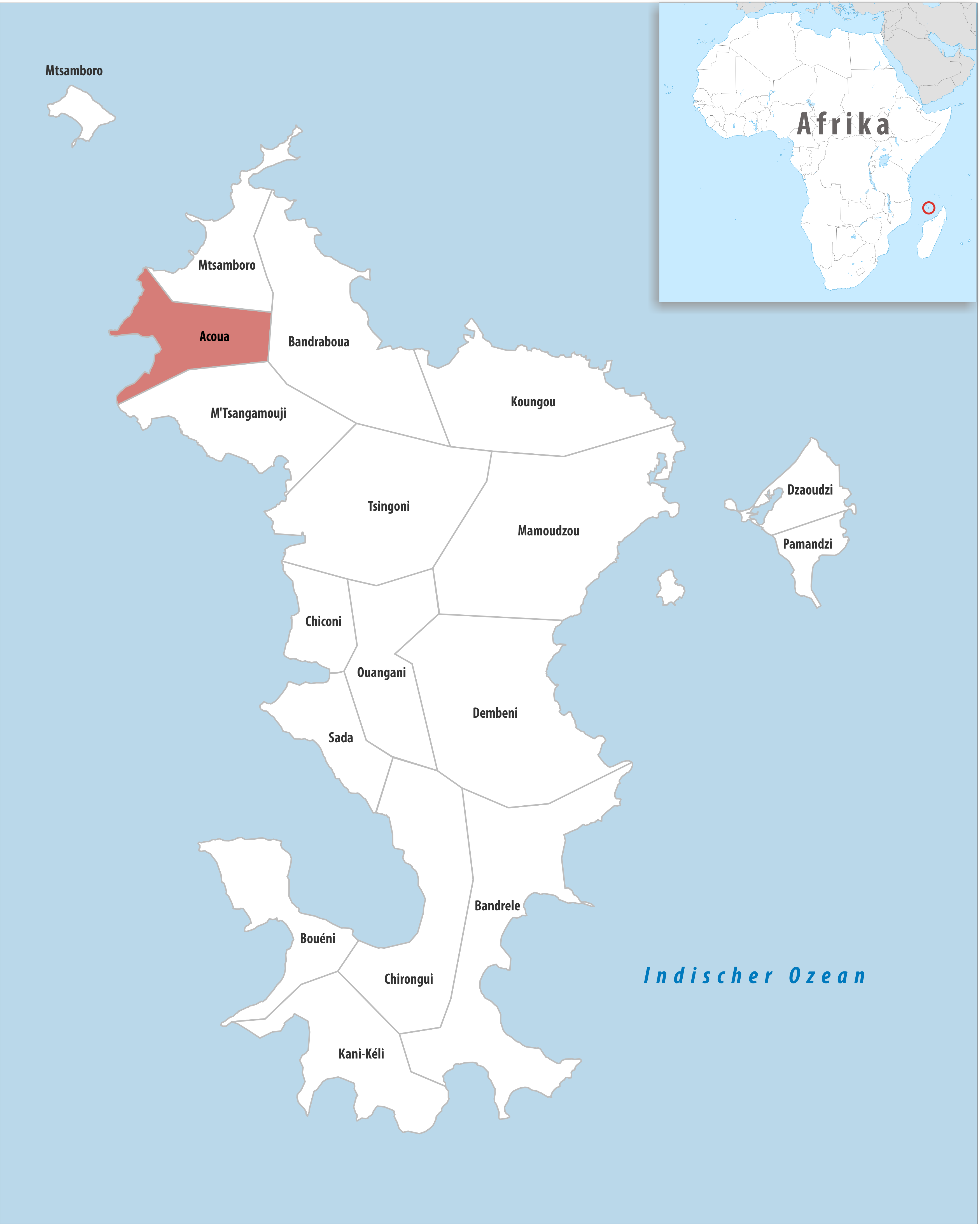
Kommunen Acouas läge i Mayotte.

Acoua är en kommun i det franska utomeuropeiska departementet Mayotte i Indiska oceanen. År 2017 hade Acoua 5 192 invånare.

## Byar
Kommunen Acoua delas i följande byar (folkmängd 2007 inom parentes):
- Acoua (3 276)
- Mtsangadoua (1 346)